# Whitten (Iowa)
Whitten est une ville du comté de Hardin, en Iowa, aux États-Unis. Elle est fondée en 1880, lors de la construction du chemin de fer, dans la région.

## Source de la traduction
- (en) Cet article est partiellement ou en totalité issu de l’article de Wikipédia en anglais intitulé « Whitten, Iowa » (voir la liste des auteurs).